# Robert Sternberg
Robert J. Sternberg (Newark 8 december 1949) is een Amerikaanse psycholoog en psychometrist. Hij is hoogleraar menselijke ontwikkeling aan de Cornell University. Voordat hij bij Cornell kwam, was Sternberg vijf maanden president van de University of Wyoming. Hij was Provost en Professor aan de Oklahoma State University, Dean of Arts and Sciences aan Tufts University, IBM Professor of Psychology and Education aan Yale University. Hij is lid van de redactieraad van verschillende tijdschriften, waaronder American Psychologist. Hij was de voormalige president van de American Psychological Association.
Sternberg heeft een BA van Yale University en een PhD van Stanford University, onder adviseur Gordon Bower. Hij heeft dertien eredoctoraten van twee Noord-Amerikaanse, een Zuid-Amerikaanse, een Aziatische en negen Europese universiteiten en bekleedt daarnaast een ereprofessoraat aan de Universiteit van Heidelberg in Duitsland. Hij is een Distinguished Associate van het Psychometrics Center aan de Universiteit van Cambridge.
- Bibsys: 90080521
- Biblioteca Nacional de España: XX835776
- Bibliothèque nationale de France: cb12020107j (data)
- Catàleg d'autoritats de noms i títols de Catalunya: 981058515015406706
- CiNii: DA00700931
- Gemeinsame Normdatei: 120038986
- International Standard Name Identifier: 0000 0001 2147 000X
- Library of Congress Control Number: n79081284
- Nationale Bibliotheek van Letland: 000025189
- Bibliotheek van het Japanse parlement: 00715998
- Nationale Bibliotheek van Tsjechië: mzk2002160650
- Nationale bibliotheek van Australië: 36580692
- Nationale Bibliotheek van Israël: 987007268680005171
- Nationale en Universitaire bibliotheek Zagreb: 000054261
- Nederlandse Thesaurus van Auteursnamen: 068065108
- ORCID: 0000-0001-7191-5169
- Réseau des bibliothèques de Suisse occidentale: 02-A003863784
- Istituto Centrale per il Catalogo Unico: CFIV061544
- Système universitaire de documentation: 028347269
- Trove: 381840
- Virtual International Authority File: 108476906
- WorldCat: E39PBJkdhgHWtb6KVpf8JHwXBP